# Хухель, Александер
Алекса́ндер Ху́хель (англ. Alexander Huchel; род. 1960) — немецкий кёрлингист.

## Достижения
- Чемпионат Европы по кёрлингу: золото (1991).

## Команды
| Сезон   | Четвёртый   | Третий    | Второй            | Первый            | Запасной                              | Турниры            |
| ------- | ----------- | --------- | ----------------- | ----------------- | ------------------------------------- | ------------------ |
| 1991—92 | Роланд Йенч | Ули Сутор | Чарли Капп        | Александер Хухель | Ули Капп                              | ЧЕ 1991            |
| 1997—98 | Роланд Йенч | Ули Сутор | Флориан Цёргибель | Андреас Кемпф     | Александер Хухель тренер: Кит Вендорф | ЧМ 1998 (10 место) |

(скипы выделены полужирным шрифтом)